# Karkadan (rapper)
Karkadan, pseudonimo di Sabri Jemel (Tunisi, 1983), è un rapper tunisino.

## Biografia
Sabri nasce a Tunisi e in adolescenza si appassiona al rap formando la crew CTZ City.

### Primi anni e prime pubblicazioni (2003-2008)
Nel 2003 arriva in Italia, a Milano. Qui continua il suo percorso artistico rappando in tunisino francesizzato. In pochi anni si esibisce nei club underground di Milano e nelle principali rassegne del genere, collaborando con i maggiori rapper e produttori italiani. A partire da queste collaborazioni Karkadan lancia il format Terrorist for rent!, evento seriale di live hip hop a cui  partecipano  MC e DJ della scena.
Nel 2005 ecco Rap Fi Still Arab, primo progetto solista di Karkadan, uno street album completamente autoprodotto da cui è tratta la hit Ana Tunzi Baba Tunzi. Nello stesso anno arriva la collaborazione con due importanti realtà reggae come Segnale Digitale e War Sound. Seguono altre uscite che attirano l'attenzione dell'ambiente: nel 2008 Tunzi Fi Shlekka, con la collaborazione di DJ Harsh, ed El Jazira con Deleterio.

### La collaborazione con la Dogo Gang (2008-2009)
Karkadan, è appassionato di musica e pugilato (per tre anni è stato allenato da Rocky Mattioli, detentore del titolo mondiale WBC superwelter dal '77 al '79). Dall'amicizia tra i due nasce il singolo Ali Bom, brano scritto su richiesta del pugile Muhammad Ali e del suo entourage e accompagnato da un video a lui ispirato.
Nel 2008 viene pubblicato l'album Benvenuti nella giungla, della Dogo Gang a cui il rapper partecipa, invece il 2009 così è l'anno della consacrazione e dell'ingresso di Karkadan nella Dogo Gang. Sempre nel 2009 partecipa all'album Dogocrazia dei Club Dogo, nella traccia Ragazzi Fuori.

### KarkadanceeZoufree(2010-2013)
A febbraio 2010 incide l'album distribuito dalla Universal Music intitolato Karkadance, in cui per la prima volta Karkadan rappa sia in arabo sia in italiano. Dieci tracce che mixano sonorità hip hop con la disco dance, con una collaborazione di Marracash, anticipate dal singolo Discoteque. Karkadan parla della società tunisina contemporanea, raccontando lo scontro-incontro tra culture o ancora i pregiudizi e i luoghi comuni.
Nel 2012 Terrorist for rent diventa una compilation prodotta dalla Virgin francese e Voodoo Records; tra la fine del 2012 e il 2013 il rapper pubblica vari singoli e Zoufree (Il peccatore), in uscita il 15 gennaio 2013, con il supporto del produttore Yung Lee Da Finest.

## Discografia

### Album in studio
- 2010 –Karkadance
- 2012 – Zoufree
- 2014 – Ho Già Mangiato

### Mixtape
- 2005 – Rap Fi Still Arab
- 2008 – Tunzi Fi Shlekka

### Con la Dogo Gang
- 2008 - Benvenuti nella giungla

### Collaborazioni
- 2009 - Club Dogo feat Karkadan – Ragazzi fuori
- 2009 - Gué Pequeno & DJ Harsh feat. Karkadan – Dammi i tuoi milioni
- 2009 - Vacca e Two Fingerz feat. Karkadan – Madame rah
- 2009 Zanko El Arabe Blanco feat. Karkadan - " Ramadan"
- 2012 - Il Nano & Ufo (Bari Ultimatum) feat. Karkadan – Non ci sopprimi